# حروب ماركومانية
حروب ماركومانية (سماها الرومان الحملة الجرمانية) كانت سلسلة من الحروب استمرت لأكثر من اثني عشر عامًا تقريبًا بين 166-180. دارت هذه الحروب بين الإمبراطورية الرومانية والكاديين والماركومانيين وشعوب جرمانية أخرى وعلى طول ضفتي الدانوب العليا والمتوسطة. احتل الصراع مع الجرمان الجزء الأكبر من عهد الإمبراطور الروماني ماركوس أوريليوس، وكان خلال تلك الحملات أن بدأ كتابة عمله الفلسفي «التأملات» والذي حمل كتابه الأول ملاحظة «بين الكادي على الغرانوا».